# ملعب ليفاي
ملعب ليفاي (بالإنجليزية: Levi's Stadium)‏ هو ملعب كرة قدم أمريكية يقع في كاليفورنيا، الولايات المتحدة، يتسع لـ 68500 متفرج. تم وضع حجر الأساس للملعب في 19 أبريل 2012. تم افتتاحه في 17 يوليو 2014. كانت تكلفة إنشاء الملعب ملياري دولار. يبعد الملعب قرابة 64 كيلومترًا عن مدينة سان فرانسيسكو.

## وصلات خارجية
- الموقع الرسمي